# Naso Tjër Di
Naso Tjër Di ist eins der vier indigenen Territorien mit Provinzstatus in Panama. Es liegt im äußersten Nordwesten des Landes an den Ufern des Río Teribe und an der Grenze zwischen Costa Rica und Panama. Die Region wird hauptsächlich von der ethnischen Gruppe der Naso bewohnt, die aus etwa 5000 Menschen besteht. Sie wurde am 4. Dezember 2020 gegründet und hat eine Fläche von 1606,16 km², wovon 91 % geschützte Waldgebiete (darunter Teile des Nationalpark La Amistad und des Schutzwaldes Palo Seco) sind.

## Geschichte
Die Naso hatten in den Jahren vor der Bildung der Region durch ihren König die Schaffung einer indigenen Region gefordert, da auch anderen indigenen Ethnien in Panama über eigene Gebiete verfügten, und auch um die kulturelle Identität dieser Ethnie zu schützen.
Am 25. Oktober 2018 verabschiedete die Nationalversammlung von Panama das Dekret 656, mit dem die Region geschaffen wurde; der damalige Präsident von Panama, Juan Carlos Varela, legte jedoch am 14. Dezember desselben Jahres sein Veto dagegen ein, da er die Bedenken der Umweltverbände berücksichtigte, dass eine indigene Region nicht in einem Schutzgebiet errichtet werden kann und dass dies im Widerspruch zu den Artikeln 4 und 120 der Verfassung von Panama stehen könnte.
Der Fall wurde vor den Obersten Gerichtshof Panamas gebracht, der am 12. November 2020 ein Urteil fällte, in dem er feststellte, dass das Dekret nicht gegen die Verfassung verstößt, und außerdem hinzufügte, dass das Volk der Naso zu den sieben indigenen Völkern gehört, die seit jeher in Panama leben, und somit grünes Licht für die Schaffung der Region gab.
Am 4. Dezember 2020 bestätigte der derzeitige Präsident von Panama, Laurentino Cortizo, das Gesetz 188 und ermöglichte damit die Schaffung der neuen Region.

## Gliederung
Die Region Naso Tjër Di ist deckungsgleich mit dem Sonderdistrikt Naso Tjër Di, der wiederum in drei Corregimientos unterteilt ist:
- Teribe
- San San Drui
- Bonyik

## Geographie und Umwelt
Naso Tjër Di liegt im Biosphärenreservat La Amistad, das von der UNESCO als Weltnaturerbe anerkannt ist. Die Region ist bekannt für ihre hohe Biodiversität und beherbergt viele endemische Arten. Der Río Teribe und der Río San San sind zentrale Lebensadern der Region und spielen eine wichtige Rolle für die Wasserversorgung, Landwirtschaft und Kultur der Naso-Bevölkerung.
Die Landschaft besteht größtenteils aus tropischem Regenwald, Bergketten und Flusstälern. Mit über 91 % geschützten Waldgebieten leistet die Region einen entscheidenden Beitrag zur Erhaltung der Naturressourcen und des Klimaschutzes in Zentralamerika.

## Bevölkerung und Kultur
Die Naso, die in der Region leben, gehören zu den wenigen indigenen Gruppen der Welt, die noch von einem traditionellen König regiert werden. Die Monarchie ist ein zentraler Bestandteil der kulturellen Identität der Naso. Die Amtssprache ist Naso-Teribe, jedoch wird auch Spanisch gesprochen.
Die Naso haben eine reiche mündliche Tradition, die ihre Geschichte, Mythen und die Verbindung zur Natur erzählt. Viele dieser Geschichten sind eng mit der Geografie der Region verbunden, wie z. B. heilige Orte am Río Teribe. Die Naso sind für ihre nachhaltigen landwirtschaftlichen Praktiken und die traditionelle Nutzung von Heilpflanzen bekannt.

## Wirtschaft
Die lokale Wirtschaft basiert hauptsächlich auf subsistenzorientierter Landwirtschaft, Fischerei und Handwerkskunst. Der nachhaltige Tourismus gewinnt zunehmend an Bedeutung, da Besucher die reiche Biodiversität und die Kultur der Naso erleben möchten.
Ein umstrittenes Thema in der Region ist die Errichtung von Wasserkraftwerken entlang des Río Teribe. Während diese Projekte wirtschaftliche Chancen bieten könnten, haben sie in der Vergangenheit Widerstand seitens der Naso hervorgerufen, da sie als Bedrohung für ihre Lebensgrundlage und Umwelt angesehen werden.

## Verwaltung und Autonomie
Naso Tjër Di ist eine autonome Region, was bedeutet, dass die Naso eine gewisse Selbstverwaltung über ihre Territorien und Ressourcen haben. Der Sonderdistrikt wird von traditionellen Naso-Behörden sowie von staatlichen Verwaltungsstrukturen geleitet.
Die drei Corregimientos, Teribe, San San Drui und Bonyik, haben jeweils lokale Führer, die eng mit dem Königshaus der Naso zusammenarbeiten. Diese Verwaltungseinheiten dienen der Dezentralisierung und sollen sicherstellen, dass die Interessen der Gemeinschaften in Entscheidungen berücksichtigt werden.